# Vodovodni stolp Brežice
Vodovodni stolp Brežice je 46 m visok vodni stolp, ki je nekoč služil za oskrbo prebivalcev mesta s pitno vodo, od izvzetja iz uporabe leta 1983 pa je spomenik tehniške in kulturne dediščine. S svojo izstopajočo arhitekturo je najznačilnejša zgradba brežiške mestne vedute, zaradi česar velja za simbol mesta in je kot tak upodobljen na uradnem znaku Občine Brežice. Od prenove leta 2022 je preurejen v muzej vodne infrastrukture kot podenota Posavskega muzeja Brežice, pri čemer služi tudi kot razgledni stolp. Poleg Vodovodnega stolpa Kranj (zgrajen leta 1911) je eden od dveh obstoječih tovrstnih stolpov v Sloveniji.

## Zgodovina
Stolp je bil zgrajen leta 1914 za potrebe stabilne dobave vode meščanom iz 3 kilometre oddaljenega zajetja v Brezini. Projektna dokumentacija v arhivih ni ohranjena, zato je o gradnji malo podatkov, znan ni niti datum otvoritve. Stolp je valjaste oblike z osemkotnim prostorom za rezervoar na vrhu, ki ga pokriva osemstrana piramidasta streha. Sam rezervoar je visok in širok 6 metrov, valjasta posoda iz armiranega betona ima kapaciteto 203 m3. Dobri dve leti po izgradnji, natančneje 29. januarja 1917, je Brežice prizadel močan potres, ki ga je stolp uspešno prestal.
Ključni del vodovodnega omrežja Brežic je bil do leta 1972, ko so pri Čatežu ob Savi zgradili vodohran za celotno območje, nakar je ostal rezervni objekt do leta 1983. Nato je objekt opuščen propadal do leta 2001, ko so v stolpu odprli gostinski lokal. Lastnik lokala je v zameno za obnovo dobil stolp v 50-letni najem.
Občina Brežice je leta 2022 stolp obnovila, kar je stalo približno 1,58 milijona €. V stolpu je bilo nameščeno dvigalo, na treh balkončkih, ki se nahajajo na višini 19,84 m, pa so postavljeni daljnogledi. Občina je upravljanje zaupala Posavskemu muzeju Brežice, ki je priskrbelo tudi muzejsko zbirko. Uradna otvoritev je bila 29. oktobra 2022.